# Your Honor
Your Honor is een Amerikaanse misdaad- en dramaserie. De tiendelige miniserie is een remake van de Israëlische serie Kvodo (2017–2019). De hoofdrol wordt vertolkt door Bryan Cranston.

## Verhaal
De jonge Adam Desiato veroorzaakt een dodelijk verkeersongeluk en pleegt vervolgens vluchtmisdrijf. Zijn vader, rechter Michael Desiato, probeert zijn zoon te beschermen door bewijsmateriaal te laten verdwijnen, maar dreigt zo verstrikt te raken in een web van leugens en bedrog. De vader van het verkeersslachtoffer, de machtige misdaadbaas Jimmy Baxter, vermoedt dat het om meer dan een ongeluk gaat en doet er alles aan om te achterhalen wie zijn zoon gedood heeft.

## Rolverdeling
| Acteur / actrice    | Personage                 |
| ------------------- | ------------------------- |
| Bryan Cranston      | Michael Desiato           |
| Hunter Doohan       | Adam Desiato              |
| Michael Stuhlbarg   | Jimmy Baxter              |
| Sofia Black-D'Elia  | Frannie                   |
| Carmen Ejogo        | Lee Delamere              |
| Isiah Whitlock jr.  | Charlie                   |
| Hope Davis          | Gina                      |
| Lilli Kay           | Fia                       |
| Amy Landecker       | Nancy Costello            |
| Tony Curran         | Frankie                   |
| Keith Machekanyanga | Little Mo                 |
| Lamar Johnson       | Kofi Jones                |
| Benjamin Flores jr. | Eugene Jones              |
| Margo Martindale    | Senator Elizabeth Guthrie |
| Rosie Perez         | Olivia Delmont            |
| Mark Margolis       | Carmine Conti             |

## Productie
In april 2017 ging de Israëlische misdaadserie Kvodo (2017–2020) van bedenkers Ron Ninio, Ester Namdar en Shlomo Maschiach in première. Vier maanden later raakte bekend dat de Britse scenarist Peter Moffat een Amerikaanse remake van de serie zou schrijven voor CBS Television Studios. In oktober 2017 werd het project officieel opgepikt door betaalzender Showtime.
In januari 2019 werd Bryan Cranston gecast als hoofdrolspeler. In augustus 2019 werd de cast uitgebreid met Michael Stuhlbarg, Sofia Black-D'Elia, Isiah Whitlock jr. en Carmen Ejogo. In de daaropvolgende maanden raakte ook de casting van onder meer Lamar Johnson, Benjamin Flores jr. en Margo Martindale bekend.
De opnames gingen in september 2019 van start in New Orleans (Louisiana). In maart 2020 werd de productie vanwege de coronapandemie tijdelijk stopgezet. Later onthulde hoofdrolspeler Bryan Cranston dat hij en zijn echtgenote in maart 2020 besmet waren geraakt door het virus. In oktober en november 2020 werden de opnames van de serie afgerond.

## Afleveringen
| Afl. | Titel        | Regie          | Scenario             | Releasedatum     |
| ---- | ------------ | -------------- | -------------------- | ---------------- |
| 1    | "Part One"   | Edward Berger  | Peter Moffat         | 6 december 2020  |
| 2    | "Part Two"   | Edward Berger  | Peter Moffat         | 13 december 2020 |
| 3    | "Part Three" | Edward Berger  | Alison McDonald      | 20 december 2020 |
| 4    | "Part Four"  | Clark Johnson  | David Matthews       | 27 december 2020 |
| 5    | "Part Five"  | Clark Johnson  | Dewayne Darian Jones | 3 januari 2020   |
| 6    | "Part Six"   | Clark Johnson  | Jennifer Cacicio     | 10 januari 2020  |
| 7    | "Part Seven" | Eva Sørhaug    | Joey Hartstone       | 17 januari 2020  |
| 8    | "Part Eight" | Eva Sørhaug    | Frank Baldwin        | 31 januari 2020  |
| 9    | "Part Nine"  | Eva Sørhaug    | Jennifer Cacicio     | 7 februari 2021  |
| 10   | "Part Ten"   | Bryan Cranston | Peter Moffat         | 14 februari 2021 |

## Prijzen en nominaties
| Jaar | Prijs         | Categorie                        | Genomineerde(n) | Uitslag     |
| ---- | ------------- | -------------------------------- | --------------- | ----------- |
| 2021 | Golden Globes | Beste acteur (miniserie/tv-film) | Bryan Cranston  | Genomineerd |